# Глистолики мишићи стопала
Глистолики мишићи стопала  су четири мала мишића која се налазе у табану. Заједно са четвртастим табанским мишићем, спадају у средњи слој средње групе мишића табана.
Њихова функција је да свијају им приводе бочна четири ножна прста у метатарзофалангеалним зглобовима и продужавају их у интерфалангеалним зглобовима. Ове акције доприносе биомеханичкој равнотежи стопала током ходања.

## Анатомија
Глистолики мишићи стопала потичу од тетива дугог мишића прегибача прстију, због чега се понекад називају помоћним мишићима дугог савијача прстију. Од унутра ка споља они су нумерисани од I do IV.
Први глистолики мишић потиче са унутрашње стране тетиве првог дугог прегибача прстију, односно оног намењеног другом ножном прсту. Остатак листоликих мишића има две почетне тачке, које произилазе из окренутих површина две суседне тетиве дугог прегибача прстију.
Од тачке настанка, сваки листолики мишић пролази антериорно, плантарно до дубоких попречних метатарзалних лигамената. Мишићи  се затим окрећу укосо према горе да би се причврстили на основу проксималних фаланги другог до петог прста и њихових екстензорских експанзија.

### Анатомски односи
Када настану из тетива мишића дугог прегибача прстију, они прелазе из пргипача у опружача дела стопала. Након што им обезбеде места порекла, тетиве дуги прегибач прстију прелази преко инферомедијалне и бочне површине  костију пре него што прођу кроз омотач прегибача другог до петог прста.
Улазна влакна сваког глистоликог мишића су у односу на плантарне површине дубоких попречних метатарзалних лигамената, широке влакнасте траке које повезују плантарне лигаменте суседних метатарзофалангеалних зглобова.

### Инервација
Глистолике мишиће инервишу две терминалне гране голењачког нерва:
- Први Лумбрикалне мишић снабдева медијални плантарни нерв (С1, С2).

- Бочна три глистолика мишића су инервисана бочним плантарним нервом (С2, С3).

## Функција
Повлачењем медијалне базе проксималне фаланге, глистолики мишићи се савијају и приводе ножне прсте у метатарзофалангеалним зглобовима. Супротно томе, повлачењем екстензорских експанзија фаланги, глистолики мишићи протежу ножне прсте у интерфалангеалним   зглобовима.

Ове акције глистолики мишића обезбеђују функцију балансирања стопала. Савијање и привођење у метатарзофалангеалним зглобовима супротставља  се екстензији дугог и кратког екстензора ножних прстију и спречава  хиперекстензију прстију током пропулзивне фазе хода. Екстензија у интерфалангеалним зглобовима спречава хватање канџама током хода јер је супротна флексији коју производе дуги и кратки флексори ножних прстију.

## Галерија
- Лумбрикални делови стопала савијају метатарзофалангеалне зглобове и продужавају интерфалангеалне зглобове.